# Vụ lật phà Sewol

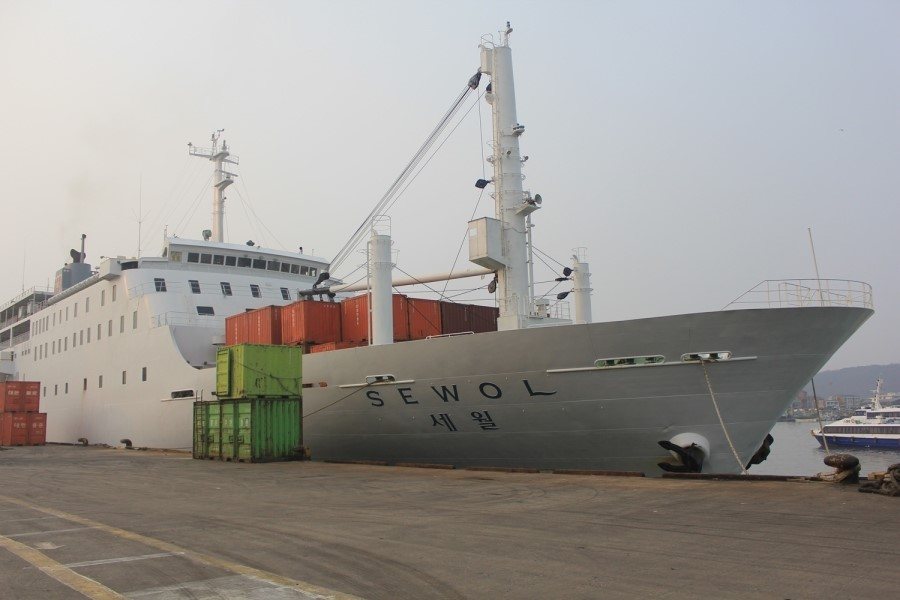
Phà MV Sewol đang được neo đậu tại cảng

Phà Sewol (Hangul: 세월, Hanja: 世越 / Thế Việt) của Hàn Quốc bị lật vào ngày 16 tháng 4 năm 2014. Phà chở 450 người, chủ yếu là học sinh Trường Trung học Danwon đang trên hành trình từ thành phố Incheon đến thành phố Jeju. Lúc 08:58 (KST), khi cách đảo Byungpoong khoảng 2,7 km thì chiếc phà này phát tín hiệu báo nguy. Nhiều hành khách đã được các tàu cá và tàu thương mại khác cứu sống trước khi tàu của Cảnh sát biển Hàn Quốc và Hải quân Hàn Quốc đến nơi. Vụ việc khiến hơn 304 người thiệt mạng, 9 người mất tích - trở thành tai nạn nghiêm trọng nhất trong lịch sử hàng hải Hàn Quốc.
Sáng 23/03/2017, một phần phà Sewol bị chìm cách đây 3 năm ở ngoài khơi tây nam Hàn Quốc đã được đưa nổi lên mặt nước, dự kiến sẽ hoàn thành trong 8 ngày. Chiến dịch trục vớt bị trì hoãn từ năm ngoái do điều kiện thời tiết không thuận lợi. Trong nỗ lực lần này, các kỹ sư tìm cách đưa chiếc phà nặng 6.825 tấn từ độ sâu 40 m mà không phải cưa nó ra thành từng phần nhỏ. Việc này sẽ giúp tìm kiếm 9 thi thể được cho là vẫn còn mắc kẹt bên trong phà.
Ngày 13/03/2017, các thành viên của đội cứu hộ đã tìm thấy thi thể của nữ sinh Jo Eun Hwa (17 tuổi). Theo đó, thi thể của Jo Eun Hwa được phát hiện cùng với một cái túi của nữ sinh này ở gần phía sau của con tàu, trong phòng 4 -11.
Đội cứu hộ cũng cho biết họ đã phát hiện thêm 27 chiếc xương khác bên trong mạn phải của phà. Những chiếc xương này có thể mang đến hy vọng tìm thêm được 3 thi thể nạn nhân nữa hiện mắc kẹt đâu đó trên phà.
Cơ quan chức năng đã cố gắng hết sức tìm kiếm thi thể các nạn nhân mất tích nhưng vẫn chỉ tìm được 4 trên 9 người mất tích, giảm xuống còn 5 người mất tích.

## Bối cảnh

### Chiếc phà
Phà Sewol (6.586 GT) được chế tạo bởi công ty Hayashikane (tiếng Nhật: 林兼船渠) của Nhật Bản. Phà dài 146 m và rộng 22 m, và có thể chở 921 hành khách cùng tối đa 956 người tính cả thủy thủ đoàn. Phà do Công ty Hàng hải Cheonghaejin ở Incheon điều hành. Trên phà có chỗ cho 180 xe hơi và có thể chở được 152 container vận tải 20 foot.
Phà Sewol hoạt động tại Nhật Bản suốt 18 năm kể từ năm 1994. Sau khi được chính phủ Hàn Quốc kiểm định, phà bắt đầu hoạt động tại nước này kể từ ngày 15 tháng 3 năm 2013. Mỗi tuần, phà chạy hai đến ba chuyến khứ hồi với hành trình từ Incheon đến thành phố Jeju. Sự an toàn của phà được phía Cảnh sát biển Hàn Quốc kiểm định. Lần kiểm định gần đây nhất là vào ngày 19 tháng 2 năm 2014 (khảo sát trung gian cấp 1, Hangul: 중간검사, Hanja: 中間檢査).

### Hành khách
Theo hãng thông tấn ABC, Thứ trưởng Bộ An toàn Hành chính Hàn Quốc cho biết có 459 người trên phà, trong đó có 325 học sinh Trường Trung học Danwon, 15 giáo viên, 30 thành viên thủy thủ đoàn và 89 hành khách khác.

## Phà lật
Khi cách bờ biển tây nam Hàn Quốc khoảng 20 km, chiếc phà bắt đầu nghiêng nghiêm trọng khi hướng về thành phố Jeju. Các hành khách được cứu sống kể lại rằng, họ nghe thấy một tiếng rít lớn và rồi chiếc phà rung lên và dừng lại - hàm ý rằng có thể nó đã bị mắc cạn. Các hành khách cũng cho hay họ nhận được yêu cầu "không di chuyển" theo một thông báo phát ra từ hệ thống liên lạc nội bộ của phà, trong khi đó phà đang chìm dần. Vào lúc cuối ngày, chiếc phà bị lộn ngược và gần như ngập chìm trong nước.

### Nguyên nhân phà lật
Một thành viên thủy thủ đoàn của một con tàu chính phủ tham gia cứu hộ (người cho biết đã nói chuyện với các thành viên thủy thủ đoàn của phà Sewol) nói rằng vùng này không có đá ngầm và nguyên nhân phà lật là vì nó gặp trục trặc. Tính đến ngày 17 tháng 4, người ta nghi phà Sewol lật là vì cú rẽ gấp của nó khiến hàng hóa đổ dồn về một bên làm cho phà mất thăng bằng và nước tràn vào. Các phân tích sâu hơn đối với Hệ thống Nhận diện Tự động đã xác nhận quả thật có cú rẽ gấp.

## Công tác cứu nạn

### Bối cảnh
Sáng ngày 16 tháng 4, Trường Trung học Danwon nhận được cuộc điện thoại từ một vị phụ huynh yêu cầu hỏi thăm tình hình phà Sewol. Lúc 8:50 sáng (KST), hiệu phó cho biết có sự cố và vào lúc 8:55 sáng, hiệu phó báo cáo rằng phà đã bắt đầu lật. Theo Cảnh sát biển Hàn Quốc, phà chìm lúc 8:58 sáng. Bản thân Cảnh sát biển Hàn Quốc nhận báo cáo trực tiếp từ phụ huynh của một học sinh đang trên phà.
Lúc 8:58 sáng (KST), các đơn vị Hải quân Hàn Quốc đến hỗ trợ công tác cứu hộ. Lực lượng hải quân bao gồm binh sĩ Hạm đội 3 (제3함대; 第三艦隊), một tàu tấn công đổ bộ lớp Dokdo, một tàu khu trục lớp Chungmugong Yi Sun-sin và một tàu frigate lớp Ulsan. Không lực Hàn Quốc cũng cử các đơn vị hỗ trợ đến như Lockheed C-130 Hercules, Sikorsky HH-60 Pave Hawk và biến thể HH-47 của Boeing CH-47 Chinook. Lục quân Hàn Quốc gửi 150 lính từ Bộ Tư lệnh Chiến tranh Đặc biệt và 11 xe cứu thương.
Tính đến 6 giờ sáng (KST) ngày 17 tháng 4 năm 2014, có 171 tàu, 29 máy bay và 30 thợ lặn tham gia công tác cứu hộ. Cảnh sát biển Hàn Quốc phân công 20 thợ lặn thành hai đội. Hải quân Hàn Quốc phân công 8 thợ lặn. Các lực lượng dân sự cũng tham gia cứu hộ. Đến 3:32 chiều (KST), số thợ lặn đã lên đến 555 người.

### Người sống sót
Các báo cáo ban đầu cho hay đã cứu được 189 người khỏi làn nước lạnh, thành phần chủ yếu là học sinh trung học, tuy nhiên báo cáo của chính phủ Hàn Quốc đã đính chính lại tin này, nói rằng hiện vẫn còn 295 người mất tích.
Vào đầu cuộc cứu hộ, một phụ nữ 27 tuổi trong thủy thủ đoàn được tìm thấy đã chết trong phà chìm và một nam sinh đã chết không lâu sau được đưa vào bệnh viện.
Báo The Chosun Ilbo ấn bản sáng 17 tháng 4 đưa tin Hàn Quốc đã cứu được 174 người, 4 người đã chết và 12 người còn mất tích. Theo CNN và YTN, VTV, có sáu người chết. News Korea thông báo rằng tính đến 8 giờ sáng (KST) ngày 17 tháng 4, đã có 179 người được cứu, 6 người chết và 12 người còn mất tích. Lúc 11 giờ sáng (KST), tìm thấy thêm 3 tử thi nữa, đưa số người chết được xác nhận lên mức 9 người. Tính đến ngày 24 tháng 4, số người chết được Yonhaps xác nhận là 187.
Tính đến ngày 16/4 đã khiến ít nhất 295 người thiệt mạng.
Ngày 13/03/2017, các thành viên của đội cứu hộ đã tìm thấy thi thể của nữ sinh Jo Eun Hwa (17 tuổi). Theo đó, thi thể của Jo Eun Hwa được phát hiện cùng với một cái túi của nữ sinh này ở gần phía sau của con tàu, trong phòng 4 -11. Số người mất tích giảm xuống còn 8 người.
Sau một thời gian dài, Cơ quan chức năng đã cố gắng hết sức tìm kiếm thi thể các nạn nhân mất tích chỉ tìm được 4 trên 9 người mất tích, giảm xuống còn 5 người mất tích.
Ngày 16/11/2017, sau 3 năm tìm kiếm đầy nỗ lực nhưng vẫn không có nhiều tiến triển, gia đình của 5 nạn nhân cuối cùng mất tích trong vụ chìm phà Sewol hồi năm 2014 đã đồng ý dừng công việc tìm kiếm.

## Điều tra tai nạn
Trong báo cáo được công bố hôm 06/10/2014 ủy ban điều tra nêu ra những lý do như sau: thứ nhất phà bị quá tải, thứ hai là thái độ vô trách nhiệm của thủy thủ đoàn, thứ ba là khi đã xảy ra tai nạn thì trên phà không còn người điều khiển và không ai ra lệnh vứt bớt hàng hóa với hy vọng giúp phà lấy lại được thăng bằng.
Phà Sewol nặng 6.825 tấn, vào năm 2012 đã cơi rộng ra thêm, thiết kế thêm nhiều cabine. Khi xảy ra tai nạn sáng ngày 16/04/2014 phà chở hơn 3.600 tấn hàng, tức một trọng lượng cao gấp ba lần so với mức quy định.
Do sóng lớn, phà bị lật. Người cầm lái lại bất tài. Thuyền trưởng và nhiều nhân viên trên phà bỏ chạy. Báo cáo của ủy ban điều tra quy trách nhiệm nặng nề cho thiếu sót và thái độ bất cẩn của thuyền trưởng Lee Joon Seok. 07/10/2014 thuyền trưởng Seok sẽ ra trình diện tòa án lần đầu tiên và sẽ giải thích về hành động của mình trong thảm họa hồi tháng 4. Kết thúc phiên tòa, thuyền trưởng tàu bị kết án 36 năm tù giam, kỹ sư trưởng của tàu Sewol - một người họ Park bị kết án tù 30 năm về tội giết người. 13 thành viên còn lại nhận mức án tối đa tới 20 năm tù giam.

## Phản ứng

### Hàn Quốc
Tổng thống Hàn Quốc Park Geun-hye ra lệnh cố gắng tối đa nhằm cứu được nhiều người nhất có thể. Ngày 17 tháng 4, Park đến thăm hiện trường vụ tai nạn. Cũng trong ngày này, đại diện Công ty Hàng hải Cheonghaejin xin lỗi vì vụ tai nạn. Người nhà của các nạn nhân phẫn nộ trước công tác cứu hộ của nhà chức trách, họ đã ném chai nước vào Thủ tướng Hàn Quốc Jung Hong-won khi ông đến thị sát tại hiện trường, một quan chức khác bị một thân nhân trong vụ tai nạn tát vào mặt. Trong buổi phát biểu và trả lời trước thân nhân trong vụ chìm phà, nữ Tổng thống của Hàn Quốc, bà Park Geun-hye rất cố gắng không rơi vào thế bị động vì thân nhân bức xúc, la ó.

### Quốc tế
- Liên Hợp Quốc: Tổng thư ký Liên Hợp Quốc Ban Ki-moon bày tỏ lời chia buồn và cảm thông đến các nạn nhân vụ lật phà.[35]
- Hoa Kỳ: Chiến hạm USS Bonhomme Richard (LHD-6) và các máy bay trực thăng của tàu hỗ trợ hoạt động cứu nạn không-hải.[36][37]
- Nhật Bản: Thủ tướng Nhật Bản Abe Shinzō bày tỏ sự "cảm thông chân thành" đến các nạn nhân và đề xuất hỗ trợ tham gia cứu nạn.[38]
- Singapore: Thủ tướng Singapore Lý Hiển Long đau buồn khi hay biết về bi kịch phà lật và đã gửi lời chia buồn của ông đến Tổng thống Park Geun-hye.[39]
- Trung Quốc: Bộ trưởng Bộ Ngoại giao Trung Quốc Vương Nghị bày tỏ "sự đau buồn sâu sắc nhất đối với tổn thất nhân mạng" do vụ lật phà.[40]
- Việt Nam: Ngày 16 tháng 4 năm 2014, Phát ngôn viên Bộ Ngoại giao Việt Nam Lê Hải Bình cho biết Việt Nam "hết sức quan tâm, lo lắng" khi hay tin về vụ lật phà và gửi lời chia buồn sâu sắc đến gia đình các nạn nhân, mong chính phủ Hàn Quốc sớm tìm thấy người còn mất tích.[41]